# Instituut voor Briljante Mislukkingen
Het Instituut voor Briljante Mislukkingen (IvBM) is een Nederlandse stichting die mislukkingen verzamelt in een openbare databank. Hiermee wordt nagestreefd om universele, deelbare lessen te trekken uit zogenaamde ‘briljante mislukkingen’. Het IvBM definieert dit als ‘Een poging om waarde te creëren, waarbij geen vermijdbare of verwijtbare fouten zijn gemaakt, maar desondanks het oorspronkelijk gewenste resultaat niet is behaald. Er is geleerd en de leerervaringen worden gedeeld.’
Aanleiding voor de oprichting was een onderzoek naar de ‘tweede kans’: hoe om te gaan met mensen die ooit failliet zijn gegaan. Velen hiervan zijn later succesvol geworden en geven aan dat dit niet ondanks, maar dankzij hun eerdere mislukkingen is gebeurd. Het Instituut voor Briljante Mislukkingen is sinds 2010 actief. De stichting is opgericht door Paul Iske (1961), hoogleraar Open Innovation & Business Venturing aan de Universiteit Maastricht.

## Methode
Op basis van een kwalitatieve studie van honderden praktijksituaties heeft het IvBM zestien archetypen voor briljante mislukkingen opgesteld. Met deze classificatie wordt getracht de deelbaarheid van deze leerervaringen te vergroten.

## Briljante Mislukkingen in de Zorg
Het IvBM probeert op verschillende manieren bij te dragen aan een klimaat waarin ondernemen, proberen en leren kunnen gedijen. Zo wordt sinds 2014 jaarlijks – samen met het ministerie van Volksgezondheid, Welzijn en Sport – de Zorg-Award voor 'briljante mislukkingen' uitgereikt. Verscheidene mislukkingen worden gepresenteerd en overeenkomsten worden gekenmerkt door de verschillende archetypen van briljante mislukkingen.
Zo won Jim Reekers in 2014 de prijs voor de meest briljante mislukking in de zorg. Zijn methode om vrouwen te behandelen die vleesbomen in de baarmoeder hebben – emboliseren – werd aanvankelijk niet altijd toegepast. Dit was wel mogelijk geweest, en dan had de baarmoeder ook behouden kunnen worden. Reden voor het uitblijven van het emboliseren ligt enerzijds in de onbekendheid met de methode en anderzijds in de drang van gynaecologen om de klassieke behandeling, de verwijdering van de baarmoeder, zelf uit te kunnen voeren. Hierbij spelen verkeerde financiële prikkels ook een rol. Het Instituut voor Briljante Mislukkingen classificeert deze ‘briljante mislukking’ als het archetype De huid van de beer (naar het spreekwoord: ‘Je moet de huid niet verkopen voor de beer geschoten is.’). De innovatie (emboliseren) werkt, maar loopt tegen opschalingsproblemen aan.